# Guerre segrete
(Jim Shooter, Guerre segrete n.1, l'incipit della serie)
Guerre segrete (in inglese Secret Wars) è una miniserie a fumetti di 12 numeri scritta da Jim Shooter e disegnata da Mike Zeck, pubblicata dalla Marvel Comics dal 1984 al 1985. Per gli eventi narrati e le conseguenze sulla continuity dell'Universo Marvel, è ritenuta una dei più importanti cicli di storie del periodo, nel quale alcuni dei principali personaggi Marvel sono chiamati ad affrontare i più temibili nemici dell'umanità, in dodici albi basati sullo sviluppo delle personalità dei componenti di entrambi gli schieramenti. La serie, ambientata su un pianeta alieno, è ricca di colpi di scena come l'apparente morte di Wasp e l'ascesa al potere cosmico del Dottor Destino, ed episodi, alcuni dei quali cambieranno profondamente la realtà del mondo Marvel, come il ritrovamento del costume nero dell'Uomo Ragno, che darà poi origine al personaggio di Venom o la nuova formazione dei Fantastici Quattro, con l'ingresso di She-Hulk e l'abbandono della Cosa.

## Trama
Un vasto gruppo di supereroi si ritrova messo a confronto con supercriminali per volere di una misteriosa entità proveniente dallo Spazio e nota come l'Arcano, che vuole scoprire qual è la forza più potente tra il bene e il male e il gruppo che vincerà vedrà tutti i propri desideri soddisfatti.
I supereroi sono: Iron Man, Capitan America, Thor, Hulk, Ciclope, Wolverine, il professor X, Tempesta, Rogue, Magneto, Colosso, Lockheed, Nightcrawler, Capitan Marvel, Wasp, Occhio di Falco, Uomo Ragno, She-Hulk, la Cosa, la Torcia Umana e Mister Fantastic.
I supercriminali sono : Dottor Destino, Dottor Octopus, l'Uomo Assorbente, Galactus, Ultron, Lizard, l'Incantatrice, La Squadra Distruttrice,  Uomo Molecola, Kang, in seguito, Klaw, Volcana e Titania.
I due gruppi vengono rapiti e, a bordo di due astronavi, vengono portati da Arcano su un pianeta creato da lui stesso. Sul pianeta i due gruppi incominciano a fronteggiarsi e inizialmente i cattivi hanno la meglio riuscendo a mettere in fuga il gruppo degli eroi che trovano rifugio in un villaggio. All'arrivo dell'astronave di Galactus i due gruppi cercano di mettersi in contatto con lui che però sembra intenzionato a divorare il pianeta. Continuano gli scontri fra le due fazioni (Durante una battaglia il costume originale classico dell'Uomo Ragno, di colore rosso e blu, viene ridotto in brandelli. Per ovviare alla mancanza di un costume di riserva, Uomo Ragno crea, tramite una macchina aliena, un nuovo costume, di colore nero e bianco, che successivamente si rivelerà essere un essere vivente simbionte alieno). fino a quando, guidati da Capitan America, il gruppo degli eroi si lancia verso la roccaforte dei loro nemici per l'attacco definitivo riuscendo a sconfiggerli. Conclusa la battaglia l'Uomo Ragno, con il costume a brandelli dopo uno scontro, utilizza una strano congegno per rigenerare il suo costume ma un fluido nero gli si spalma sul suo corpo fornendogli così un costume completamente nero con un grosso ragno bianco sul petto. Galactus converte la sua astronave in energia per ottenere la forza necessaria a sfidare l'Arcano ma il Dottor Destino riesce a prosciugare tutta l'energia prodotta e Galactus finisce alla deriva nello spazio mentre Destino, acquisitola, decide di sfidare l'Arcano che sconfigge assorbendogli l'energia diventando l'essere più potente dell'universo. Il gruppo degli eroi decide di impedire che un solo uomo possa disporre di un tale immenso potere ma Destino riesce a eliminarli. Destino ignora che l'Arcano è ancora vivo e, sotto mentite spoglie, questi lo convince a riportare in vita tutti gli eroi uccisi e poi torna in possesso dei suoi poteri disintegrandolo. Il gruppo torna sulla Terra. La Cosa, scoperto di poter tornare alla sua forma umana, lascia a She-Hulk il suo posto nei Fantastici Quattro, decidendo di rimanere nel pianeta creato dall'Arcano.

## Storia editoriale
La miniserie è composta da 12 numeri che vennero pubblicati negli USA dalla Marvel tra il maggio 1984 e l'aprile 1985.
La serie è stata tradotta lingua italiana, e raccolta in tre volumi brossurati, Speciale Guerre Segrete, editi dalla Star Comics nel 1990. È stata successivamente ristampata in due volumi dalla Marvel Italia nel 1997. Nel 2009 è stata raccolta in un unico volume dal Corriere della Sera in collaborazione con Panini Comics, nella collana Super-Eroi: Grandi Saghe. Nel 2015, sempre la Panini Comics, ha programmato la ristampa della succitata miniserie in tre volumi, con cofanetto.